# ECryptfs
eCryptfs（英語：Enterprise Cryptographic Filesystem，企业加密文件系统）是适用于加密Linux的磁盘加密软件，兼容POSIX文件系统级加密，自Linux内核版本 2.6.19成为其一部分。Ubuntu自9.04开始提供eCryptfs包。
文件系统级加密相对磁盘加密既有优点也有不足。磁盘加密工作在块（block）级别，要求另外的文件系统加载到自己的分区上，文件系统级加密能在已存在的分区中工作，不需要划开特定块区域（block area）供其使用。同时也可以选择性的加密单个文件或文件夹。

## 历史
eCryptfs衍生于Erez Zadok（页面存档备份，存于）的Cryptfs。